# ورخنیایا اوفتیوگا
ورخنیایا اوفتیوگا (به لاتین: Verkhnyaya Uftyuga) یک منطقهٔ مسکونی در روسیه است که در استان آرخانگلسک واقع شده‌است.